# Sieben Dewaele
Sieben Dewaele, né le 2 février 1999 à Courtrai en Belgique, est un footballeur belge qui joue au poste de milieu de terrain au SK Beveren.

## Biographie

### En club

#### Débuts professionnels au RSC Anderlecht
Né à Courtrai, Sieben Dewaele est rapidement repéré par l'un des clubs phares du pays, le RSC Anderlecht. Faisant toutes ses classes jeunes, il signe son premier contrat professionnel en 2019. Il joue son premier match professionnel le 4 août 2019 lors de la deuxième journée de Jupiler Pro League face au RE Mouscron.
Le 27 juillet 2020, Dewaele est prêté au SC Heerenveen, club d'Eredivisie. Il joue son premier match le 12 septembre 2020 lors d'une victoire 2-0 face au Willem II. Il y jouera huit matchs au total lors de cette saison.

#### KV Ostende
Le 31 août 2021, il signe en faveur du KV Ostende , mais se voit prêté dans la foulée à l'AS Nancy-Lorraine. Il joue son premier match en France le 11 septembre 2021 lors de la septième journée de Ligue 2 face à l'US Dunkerque. Il jouera au total vingt rencontres en Lorraine.
Il joue son premier match sous les couleurs du club belge, le 30 juillet 2022 lors de la deuxième journée de Jupiler Pro League face au KV Malines.

#### SK Beveren
Lors du mercato estival 2024, Sieben Dewaele troque le club côtier, déclaré en faillite, pour le SK Beveren.

## Statistiques

### En club
| Saison                | Club                     | Championnat           | Championnat | Championnat | Championnat | Coupe(s) nationale(s) | Coupe(s) nationale(s) | Coupe(s) nationale(s) | Autres compétitions | Autres compétitions | Autres compétitions | Autres compétitions | Total | Total | Total |
| Saison                | Club                     | Division              | M.          | B.          | P.d.        | M.                    | B.                    | P.d.                  | Comp.               | M.                  | B.                  | P.d.                | M.    | B.    | P.d.  |
| 2019-2020             | RSC Anderlecht           | Division 1A           | 15          | 0           | 1           | 1                     | 0                     | 0                     | -                   | -                   | -                   | -                   | 16    | 0     | 1     |
| 2020-2021             | SC Heerenveen (prêt)     | Eredivisie            | 7           | 0           | 0           | 1                     | 0                     | 0                     | -                   | -                   | -                   | -                   | 8     | 0     | 0     |
| 2021-2022             | AS Nancy-Lorraine (prêt) | Ligue 2               | 17          | 0           | 1           | 3                     | 0                     | 0                     | -                   | -                   | -                   | -                   | 20    | 0     | 1     |
| 2022-2023             | KV Ostende               | Division 1A           | 22          | 0           | 0           | 1                     | 0                     | 0                     | -                   | -                   | -                   | -                   | 23    | 0     | 0     |
| 2023-2024             | KV Ostende               | Division 1B           | 28          | 1           | 1           | 6                     | 0                     | 0                     | -                   | -                   | -                   | -                   | 34    | 1     | 1     |
| Sous-total            | Sous-total               | Sous-total            | 50          | 1           | 1           | 7                     | 0                     | 0                     | -                   | -                   | -                   | -                   | 57    | 1     | 1     |
| 2024-2025             | SK Beveren               | Division 1B           | 26          | 0           | 3           | 2                     | 0                     | 0                     | PO                  | 2                   | 0                   | 0                   | 30    | 0     | 3     |
| 2025-2026             | SK Beveren               | Division 1B           | 2           | 0           | 0           | -                     | -                     | -                     | -                   | -                   | -                   | -                   | 2     | 0     | 0     |
| Sous-total            | Sous-total               | Sous-total            | 28          | 0           | 3           | 2                     | 0                     | 0                     | -                   | 2                   | 0                   | 0                   | 32    | 0     | 3     |
| Total sur la carrière | Total sur la carrière    | Total sur la carrière | 117         | 1           | 6           | 14                    | 0                     | 0                     | -                   | 2                   | 0                   | 0                   | 133   | 1     | 6     |